# Вікрам (фільм, 1986)
«Вікрам» (там. விக்ரம்) — індійський тамільський бойовик 1986 року режисера Раджашекара, у головних ролях: Камал Хасан, Амбіка, Дімпл Кападія, Ліссі, Чарухасан та Джанагараджа. Це перший індійський фільм, для якого використали комп'ютер під час запису пісень. Фільм був адаптований за однойменним романом Суджати. Це був тамільський дебют Ліссі, який спочатку називався «Пріті» в індустрії Коллівуда.  
Хоча фільм отримав неоднозначні відгуки, він став досить популярним у прокаті і виявився комерційно успішним проєктом для Raaj Kamal Films International , який демонструвався понад 100 днів у кінотеатрах. Інший фільм з тією ж назвою та тією ж головною ролі, яку зіграв Камал Хасан, але іншим чином не пов’язаний з цим, вийшов 3 червня 2022 року.

## Сюжет
15 березня Ашраф Хусейн, Френсіс Адайкаларадж, Р. Д. Бора були засуджені до 25 років ув'язнення за участь у різноманітних антинаціональних заходах. Не розкаявшись, засуджені грають у китайські шашки, поки суддя виносить їм вирок. Підходячи до фургона супроводу, один із засуджених гучно гукає до преси, що скоро стане вільним.
Наступного дня міжконтинентальна балістична ракета  Агні Путра була підготовлена до запуску з космічного центру імені Сатіша Дхавана в Шрихарикоті, але її захоплює Сугіртараджа та його поплічники. Повернувшись у штаб-квартиру (HQ), група міністрів і військового керівного складу на чолі з паном Рао, керівником RAW, обмірковує небезпечні перспективи потрапляння ракети в руки терористів і нарешті вибирає агента, який тепер не працює. Це - командер Арун Кумар Вікрам, він же Вікрам, який має знайти Агні Путра. Секретар в офісі Тхангараджі підслуховує брифінг місії та передає інформацію Сугіртхараджі про Вікрама, який посилає свого поплічника вбити Вікрама. План зазнає невдачі, оскільки тримісячна вагітна дружина Вікрама, Амбіка, випадково отримує постріл в упор . Розлючений, Вікрам повертається до виконання обов’язків і дорікає Рао за дорогий витік інформації та спритно викриває Тангараджа. Після тортур Тангараджа називає Сугіртхараджу організатором перед панеллю і стрибає, розбившись на смерть, не даючи жодних подробиць.
Відчайдушно намагаючись знайти ракету, яка розрахована на самозаймання протягом 10 днів, Рао знайомить Вікрама з комп’ютерним експертом Пріті, який знає конструкцію бортового комп’ютера Агні Путри та його функції. Спочатку роздратована жорстоким поводженням Вікрама, вона згодом звикає. Поплічник Сугіртхараджі знищує всі докази в будинку Тангараджа, перш ніж приїдуть Вікрам і Пріті. Наступна погоня закінчується в кінотеатрі, коли показують документальну стрічку новин про дружбу Індії та Саламії, де Вікрам бачить Сугіртхараджу. Після розслідування Вікрам усвідомлює, що Королівство Саламія не охоче обмінюватися інформацією з Індією. Оскільки дипломатична поїздка виключена, Вікрам та Пріті, вдаючи себе за народних артистів, разом з трупою вирушають до Саламії, якою керує султан.
Врятована Вікрамом, принцесою Саламії та сестрою султана від укусу змії, Інімаасі закохується в нього. Хоча Пріті постійно відлякує зарозумілість Вікрама, вона також закохується в нього. Вікрам визначає місце розташування ракети, а також виявляє, що верховний жрець є просто маріонеткою під керівництвом Сугіртараджа, який таємно перепрограмує ракету, а Пріті спіймають охоронці. Пріті, який тоді перейшов на бік Сугіртараджа, прикидається, що його обманув Вікрам, і передає йому інформацію, не відома Сугіртараджу. Намагаючись перепрограмувати бортовий комп’ютер, він втрачає інформацію і ненавмисно вторгається в спа, де зустрічає Інімаасі. Його спроби викрити зраду священика зустрічаються несприйняттям. Султан ловить подружжя, підозрюючи розпусту, і засуджує Вікрама на публічну страту. Рятуючись від страти, Вікрам тікає до пустелі, де Сугіртхараджа та королівські вартові переслідують його, поки він не зневоднюється і не падає та його кусає чорна кобра .
Повернувшись у Королівський палац, первосвященик влаштовує переворот і тримає султана під прицілом. Тим часом Інімаасі вдається втекти, і він знаходить в пустелі Вікрама, який марить і повертає його назад. Потім пара повертається в палац і відбивається від озброєних вартових, а султан убиває верховного жерця. Сугіртхараджа, не звертаючи уваги на той факт, що бортовий комп'ютер Агні Путри був налаштований, запускає його, сподіваючись знищити Нью-Делі . У штаб-квартирі індійські чиновники у розпачі спостерігають, як на екрані їх комп’ютера зображено 2D-анімацію, як Агні Путра повільно спускається на Нью-Делі, лише щоб згодом ракета дрейфувала й занурилася в Бенгальську затоку, автоматично роззброївшись. Повернувшись до Саламії, королівська гвардія відновлює порядок. Розчарований Сугіртараджа змушує Пріті сісти на планер і злітає. Вікраму вдається сісти в літак за допомогою ласо. Сварячись і б’ючись, Сугіртхараджа кидає бомбу й вистрибує з єдиним доступним парашутом. Коли літак вибухає, Вікрам і Пріті стрибають у вільному падінні, тягнуться до Сугіртхараджі й хапають його парашут, залишаючи його у вільному падінні. Вікрам і Пріті цілують один одного в повітрі, і коли вони торкаються землі, прибуває Інімаасі, кликаючи Вікрама. Пріті теж дзвонить йому. У дилемі вибору Вікрам легковажно тікає від обох.

## Актори
- Камал Хасан — командир Арун Кумар Вікрам, він же AK Vikram, безжальний і розумний агент RAW
- Сатьярадж - Сугіртхараджа
- Ліссі в ролі Пріті, комп’ютерного експерта та випускника ІІТ Мадраса за спеціальністю « Комп’ютерна інженерія » (закадровий голос Радхіки Сараткумара ).
- Амджад-хан у ролі султана, королівство Саламії, вигадане королівство (імовірно в Центральній Азії )
- Амбіка — дружина Вікрама
- Дімпл Кападія — Інімаасі, принцеса і сестра султана, королівство Саламії.
- Чарухасан — пан Рао, начальник відділу досліджень і аналізу
- Джанагараджа як дубаш-тамільський перекладач у саламії
- Манорама в ролі Паллатора Рамадеві, дружини султана, королівство Саламії
- Вікрам Дхарма в ролі снайпера (поплічник Сугіртараджа)
- В. К. Рамасамі на посаді міністра
- TS Raghavendra як Thangaraj, секретар відділу дослідження та аналізу
- Пратапачандран як офіцер поліції
- Р. С. Шіваджі в ролі Бори, поплічника Сугіртхараджа
- Л. Раджа — Хусейн, поплічник Сугіртараджа
- Банерджі — Френсіс, поплічник Сугіртараджа

## Виробництво
Вікрам став другим фільмом Raaj Kamal Films International за участі Камала Хасана після Раджапаарваї .
Неодноразово Камал Хасан згадував, що під час обговорення історії та попереднього виробництва Вікрама Мані Ратнам був його першим вибором для режисури цього фільму. Однак ідею не підтримали, бо Мані на той момент був маловідомим режисером, з точки зору великих бюджетних комерційних фільмів.  « Вікрам » був першим тамільським фільмом, бюджет якого становив понад 1,5 млн доларів).  У ньому говорять вигаданою мовою, якою розмовляють у вигаданій країні Саламія.  У реаліті-шоу «Bigg Boss» Хасан зізнався, що мова насправді була створена ним. Сцени Саламії були зняті в Раджастані.  Персонаж Чарухасана був натхненний М із серіалу про Джеймса Бонда . 

## Прийом
Вікрам вийшов у прокат 29 травня 1986 року  Після виходу критики порівняли з оригінальним романом, написаним Суджатою, і Вікрам отримав неоднозначні відгуки. Проте він мав досить добрі касові збори, демонструючись понад 100 днів у кількох центрах Ченнаї та Коїмбатору. 
За словами Хасана, Вікрам отримав негативну оцінку кінокритиків, але став «комерційним хітом».  Зроблений з бюджетом в 1 крор, фільм у підсумку зібрав близько 8 крор в прокаті в усьому світі.  Камаль Хаасан пожертвував кошти від першого показу фільму до ЮНІСЕФ, який тоді збирав кошти для благополуччя малозабезпечених дітей на африканському континенті. 

## Саундтрек
Саундтрек написав Ілайярая. Всього було створено п’ять пісень, чотири з яких увійшли до саундтреку. Це перший індійський альбом саундтреків, записаний за допомогою комп’ютера. 

## В інших фільмах
Фільм 2016 року Іру Муган порівнювали з Вікрамом, оскільки в ньому фігурував «колишній агент, який втратив свою дружину . Йому було призначено іншу місію, лише якщо він вирішив її прийняти»  .
7 листопада 2020 року, у день народження Камала Хасана, вийшов тизер його 232-го фільму. Режисер Локеш Канагараджа та музику, написану Анірудом Равічандером, 2-хвилинний тизер показав назву Вікрам, а також використано музичну тему з фільму 1986 року.